# Ortezia ochracea
Ortezia ochracea är en stekelart som först beskrevs av Morley 1915.  Ortezia ochracea ingår i släktet Ortezia och familjen brokparasitsteklar. Inga underarter finns listade i Catalogue of Life.